# Reinženýring
Reinženýring nebo re-inženýring (z anglického Reengineering) je radikální přetvoření organizačních procesů v podniku, především procesů obchodních. Jde o postup, který optimalizuje podnikové procesy tak, aby přinášely maximální efekty při optimální spotřebě podnikových zdrojů.

## Pojem reinženýringu
Reinženýring znamená zásadní přehodnocení a radikální rekonstrukci (redesign) podnikových procesů tak, aby mohlo být dosaženo dramatického zdokonalení z hlediska kritických měřítek výkonnosti, jako jsou náklady, kvalita, služby a rychlost. Jedná se o tedy zavádění radikálních organizačních změn v podniku za účelem skokového zdokonalení výkonnosti v prostředí společnosti znalostí (management znalostí).
Výsledkem je pak řada podstatných změn nejen v podnikových procesech, ale i v organizační a kvalifikační struktuře podniku, ve způsobech organizace práce a řízení. Spíše však než organizování jednotlivých úseků podniku (jako je výroba, finance, marketing atd.) a dohlížení na činnosti, které vykonávají, je třeba na základě této teorie sledovat všechny procesy od pořizování materiálu, přes výrobu až k marketingu a distribuci. Firma by měla být přetvořena do souslednosti procesů.

## Typy reinženýringu
Tuto přestavbu je možné podle velikosti záběru rozdělit:
- Work Proces Reengineering (částečný reengineering): změny, které jsou uplatňovány pouze v určité části podniku,
- Business Proces Reengineering (BPR, podnikový reengineering): změny se dotýkají celého podniku, postihuje tvrdé i měkké faktory prosperity BPR,
- Total Business Reengineering (komplexní reengineering): změny nejen v podniku, ale iniciují se změny i v jeho podstatném okolí.
- Total Reengineering in life (komplexní reengineering): převratné změny v osobním životě, kdy se iniciují jemné, méně populární i tvrdé nepopulární změny i v jeho podstatném okolí.

## Neformální definice
Vedle oficiální definice existuje i neformální definice tohoto pojmu: Reengineering představuje „nový začátek“. Nejde o vylepšování toho, co již existuje, nebo o provádění dílčích změn, které ponechávají základní struktury netknuté. Nejde o záplatování – pospravování existujících systémů, aby pracovaly lépe. Ve skutečnosti to znamená vzdát se zavedených postupů a nově pohlédnout na práce, jež jsou nezbytné k vytvoření výrobku nebo služby firmy, resp. poskytnutí hodnoty zákazníkovi. Znamená to položit si otázku: „Jak by vypadala tato firma, kdybychom ji dnes – nesoučasnými znalostmi a s využitím dnešních technologií – budovali znovu?“ Provést reengineering firmy znamená odhodit staré systémy a začít znovu. Jeho součástí je návrat k počátku a k nalezení lepších způsobů práce.